# Superstrada S86
La superstrada S86 è una superstrada polacca che attraversa il Paese da ovest a est, da Katowice a Sosnowiec.